# RoboCop Versus The Terminator
RoboCop Versus The Terminator es un videojuego lanzado para varias plataformas y se basa en las franquicias  RoboCop y Terminator, dos personajes de las películas son interpretados por Arnold Schwarzenegger de The Terminator de 1984 y Peter Weller de RoboCop de 1987 y la secuela de 1990.
La versión de Mega Drive/Genesis, que fue el desarrollo principal original del juego y fue programada por Virgin Games USA haciendo uso del motor de Mega Drive/Genesis de David Perry, se basa libremente en la miniserie de cuatro números de cómics del mismo nombre de 1992.

## Sinopsis

### Mega Drive/Genesis
Ambientada unos años después de la invención de RoboCop, la historia involucra la contratación de SAC-NORAD Cyberdyne Systems en la construcción de Skynet. Cyberdyne utilizó la tecnología de RoboCop para crear Skynet. Cuando se activa, Skynet se vuelve consciente de sí mismo y lanza una guerra contra la humanidad. En el futuro, Skynet envía varios Terminators al pasado para paralizar a la Resistencia. Después de destruir uno de los Terminators, RoboCop procede a Delta City, donde se enfrenta a RoboCain.
Después de que RoboCain fue destruido, RoboCop se abre camino hasta el edificio OCP, donde derrota a todos los Terminators. Después de derrotar a una unidad ED-209 reprogramada por los Terminators, RoboCop se conecta a una consola. Sin que él lo supiera, RoboCop le dio a Skynet información que puede usar. Esto termina con RoboCop cayendo en una trampa. En el futuro, RoboCop se reúne a sí mismo, donde luchó en el futuro infestado de Terminator y destruyó Skynet.

### SNES
En el futuro, los soldados humanos de la fuerza de resistencia de John Connor contra las máquinas están librando una guerra perdida contra Skynet y sus fuerzas robóticas. Descubriendo que una de las tecnologías fundamentales para Skynet es la tecnología cibernética utilizada en la creación del oficial de policía cyborg RoboCop, Flo, un soldado de la resistencia, es enviado al pasado para destruir RoboCop y detener a Skynet. siendo construido. Sin embargo, Skynet se entera del intento de viaje en el tiempo y envía Terminators para detener a Flo. RoboCop pronto se encuentra con Flo y debe entablar una batalla contra Terminators, las fuerzas de OCP y varios obstáculos.
Al descubrir que uno de los Terminators se ha infiltrado en el edificio OCP, RoboCop se conecta a una consola para reprogramar la seguridad, solo para caer en una trampa y ser digitalizado. Después de que su cuerpo se desmonta y se usa para construir Skynet, RoboCop observa cómo Skynet llega al poder antes de usar su mente digitalizada para tomar el control de una fábrica de robótica abandonada, reconstruirse y comenzar a destruir Skynet en el futuro. Destruye con éxito la CPU de Skynet y prevalece, y centra su atención en ayudar a la humanidad a reconstruirse tras la devastación.

### NES
Una copia malvada de Robocop and the Terminators retrocedió en el tiempo para matar no solo a John, sino también al propio Alex Murphy, el Robocop. El verdadero Robocop se entera de esto por Flo, un soldado de la resistencia del futuro, y ahora tiene que detener tanto a los terminadores, Skynet, como a su copia, antes de que sea demasiado tarde.
Esta versión se terminó pero nunca se lanzó.

## Recepción
El equipo de cinco revisores de Electronic Gaming Monthly dio a la versión Super NES un 5.8 sobre 10. Mike Weigand, quien le dio un 5, comentó "Las secuencias de cine al estilo de los cómics son innovadores y nuevos, pero la intensidad no está ahí". EGM le dio a la versión de Game Gear un 6,8 sobre 10, y Weigand dijo que "se mantiene bastante bien", aunque comentó que sufre de ralentización, ruptura y dificultad que es un poco demasiado alta.  La versión de Genesis fue premiada como el juego más sangriento de 1993 por Electronic Gaming Monthly.